# Kusa No Ran
Kusa no Ran è un album composto dal gruppo Deep Forest pubblicato nel 2004. L'album è la colonna sonora dell'omonimo film giapponese diretto da Seijirō Kōyama. Rilasciato esclusivamente in Giappone, l'album è composto da 23 tracce strumentali con elementi di musica etnica ed elettronica, in linea con lo stile tipico dei Deep Forest.
La maggior parte dei brani è stata composta da Éric Mouquet, mentre Michel Sanchez ha contribuito con alcune tracce selezionate. L'album è stato apprezzato per la sua capacità di fondere sonorità tradizionali giapponesi con influenze elettroniche moderne, creando un'atmosfera adatta all’ambientazione cinematografica.

## Tracce
1. Chichibu Faraway - 1:54
2. Voice Of The Grass - 0:37
3. For The Beloved One - 0:38
4. Voice Of The Grass II - 0:43
5. Volition - 1:52
6. Fire Within The Heart - 1:36
7. Unforgiven - 0:56
8. Autumn - 2:38
9. Ryo Shrine - Previous Night - 2:02
10. Forever - 0:33
11. Separation - 1:41
12. Chase - Pursuit - 1:03
13. Wolves Under The Moon - 1:03
14. Mountain Pass - 0:47
15. Rebellion Of The Grass - 1:35
16. Dark Clouds - 1:34
17. Confusion - 2:01
18. Spread Over Mountains And Rivers - 4:39
19. Evening In Chichibu - 1:43
20. Requiem - 1:12
21. Proof For Living - 3:09
22. Eternal Dream - 4:37
23. Eternal Dream (karaoke version) - 4:37